# Torre Picada
La Torre Picada és una torre de defensa situada dalt d'un puig a 160 metres que mira sobre el Port de Sóller, a Mallorca. Forma part d'un extens sistema de senyals i vigilància de tota la costa mallorquina per combatre la pirateria. Fou construïda a començament del segle xvii, després de l'atac del corsari Otxalí el 1561.

## Descripció
És una torre d'estructura troncocònica, feta de pedra i morter, d'onze metres d'alt i que consta de dues plantes i una terrassa. Una escala de pedra condueix a la primera planta, que és una sola cambra coberta de volta. Una escala de caragol porta a la segona, que abans era dividida en dependències i que té dues finestres que són antigues espilleres. El portal original era situat en aquesta planta, defensat per un matacà. Per la mateixa escala hom accedeix a la terrassa, molt alterada, sense el porxo original i adaptada com a mirador. S'hi conserva un canó. Al costat de la torre hi ha un aljub, que abastia d'aigua els torrers.

## Història
A mitjan segle xvi, el port de Sóller era defensat pel Castell del Port de Sóller i per una torre, la Torre del Coll de l'Illa, que feia les funcions de vigilància. Aquest sistema no fou prou per evitar la ràtzia del corsari Otxalí, que el 1561 assolà la població de Sóller, fets recordats cada any per les festes de moros i cristians al Firó de Sóller. El port era ben defensat, però a l'altra banda, la zona de les Puntes romania desprotegida, i fou allà que desembarcaren els moros, que durant l'atac destruïren la Torre del Coll de l'Illa, construïda pocs anys enrere. Per resoldre aquest punt cec, calia una edificació amb visibilitat al port i a les Puntes amb capacitat per tenir-hi peces d'artilleria.
Ja enginyers com Jordi Fratín i Antoni Saura mostraren la intenció de projectar-hi una fortalesa, però no s'emprengué un projecte fins a 1614. Les obres s'aturaren i no acabaren fins a 1622. Anys més tard, l'enginyer Vicenç Mut dirigí les obres de la porxada, que cobria la meitat de la terrassa. El resultat fou una torre de grans dimensions situada en un punt estratègic que permetia de rebutjar un possible atac com el de seixanta anys enrere. La torre s'englobava dins el sistema de vigilància i defensa ideat per Joan Binimelis a final del segle xvi: amb senyals de foc (de nit) i de fum (de dia), els guardes notificaven a les torres veïnes la presència d'una amenaça, que anava de torre en torre fins a arribar a la Torre de l'Àngel del Castell de l'Almudaina, a Palma. Amb la construcció d'aquesta torre s'enderrocà (1623) la del Torre Coll del Cingle, una altra torre construïda entre 1557 i 1561, que es considerava innecessària.
El primer guarda fou J. Canals, però ràpidament ja hi fou assignat alcaid, que era encarregat de mantenir-hi un guarda i tres artillers. El 1625 ja disposava d'artilleria; en concret, la torre disposava de tres canons, d'una banda, i de fusells, espingardes i pistoles, de l'altra.
L'any 1867 passà al cos de carabiners, que la feren servir com a punt per vigilar el contraban. Finalment, el 1875 fou venuda al propietari de la possessió del Port. De tota manera, atesa la seva posició estratègica, encara tengué altres utilitats en moments puntuals, com ara durant la Guerra d'Espanya, que s'utilitzà per controlar si venien avions des de la Península. Encara es poden apreciar les marques de l'escala de ferro que es va instal·lar per accedir còmodament a la primera planta.